# Service industriel de l'aéronautique
Il Service industriel de l'aéronautique (SIAé) è un servizio di sostegno dell'Armée de l'air francese, a vocazione inter-armi, che include le strutture di manutenzione aeronautica del Ministero della difesa.
È stato adottato dal Consiglio dei ministri il 12 dicembre 2007 e creato il 1º gennaio 2008 in sostituzione dello SMA (Service de la Maintenance Aéronautique).
Questa è la prima società militare di MCO (Maintien en condition opérationnelle) con un fatturato di 440 milioni di euro. La specificità del SIAé è il mix tra il personale civile e militare.
È composto:
- da 1 direzione a Parigi,
- da 4 AIA, di Clermont-Ferrand (che comprende i distaccamenti di Toul e Phalsbourg), Bordeaux, Cuers-Pierrefeu e Ambérieu,
- dalle attività di manutenzione aeronautica della Base aeronavale di Hyères Le Palyvestre (BAN de Hyères).

Dalla sua creazione, 3.455 militari e civili lavorano al SIAé.